# Michał Popko
Michał Popko (ur. 1 czerwca 1898 w Borodiczach, zm. 10 grudnia 1989 we Wrocławiu) – polski duchowny, działacz i publicysta baptystyczny.

## Życiorys
Był synem Jana i Marii z domu Kul. Z ruchem baptystycznym związał się po I wojnie światowej i w 1921 przyjął chrzest w Barwienkowie na Ukrainie. W latach 1924–1926 studiował w Baptystycznym Seminatium Teologicznym w Łodzi, a następnie w latach 1926-1930 był kaznodzieją w Lidzie. 9 marca 1930 został ordynowany na prezbitera. W latach 1930–1940 był prezbiterem zboru w Rudzie koło Chełma oraz w latach 1938–1942 w Kolechowicach. Przed wybuchem II wojny światowej pełnił także funkcję prezesa Zjednoczenia Stowarzyszeń Młodzieży Słowiańskich Baptystów. Był członkiem redakcji Majaka i Słowa Prawdy.
Od 1942 do wysiedlenia w 1944 służył zborowi w Chełmie. Po II wojnie światowej początkowo osiadł w Białymstoku, gdzie w latach 1945–1949 służył tamtejszemu zborowi, a następnie przeprowadził się do Wrocławia gdzie objął funkcję prezbitera tamtejszego zboru. W latach 1951–1959 był członkiem Naczelnej Rady Kościoła Chrześcijan Baptystów w PRL, zaś w latach 1973–1983 pełnił funkcje prezbitera okręgowego Okręgu Dolnośląskiego KChB.